# 月之泪
「月之淚」（月のなみだ）是高垣彩陽的第5張單曲。2012年6月13日由Music Ray'n發售。

## 概要
前作「Meteor Light」相隔約4個月發售的作品和2012年的第2張單曲。標題曲「月之淚」和c/w曲「名もない花」是PSP専用軟件『十三支演義 〜偃月三国伝〜』的主題曲和片尾曲。

## 收錄曲
CD
1. 月のなみだ [4:46]
作詞：岩里祐穂、作曲：植松伸夫、編曲：成田勤
  - PSP遊戲『十三支演義 〜偃月三国伝〜』主題曲
2. 名もない花 [3:34]
作詞：渡辺マナミ、作曲：仲西匡、編曲：齋藤真也
  - PSP遊戲『十三支演義 〜偃月三国伝〜』片尾曲
3. Think of Me [3:34]
編曲：後藤望友

DVD（初回限定盤）
1. 月のなみだ Music Clip
2. 月のなみだ TV spot（15sec+30sec）

## 外部連結
- Sony Music介紹網頁
  - 初回限定盤
  - 通常盤